# В ритме танго
«В ритме танго» — российский 16-серийный фильм 2006 года с Наталией Орейро в главной роли.
Премьера состоялась 12 июня 2006 года на Первом канале.

## Сюжет
Аргентинский футболист Энрике Рамирес приглашён по контракту в российский футбольный клубов «Авиатор». Вместе с ним в Россию приезжает его красавица жена Наталья, на которой он недавно женился, но в России Эрнике не может оторвать глаз от русской девушки Ольги Веневитовой, подруги Алексея Лебедева, сильнейшего игрока «Авиатора». Очень скоро у них завязываются любовные отношения. Наталья, узнав, что музыка в стиле «Латинос» очень популярна в России и не желая сидеть без дела, ищет продюсера. Им становится Игорь Колган, президент теневой компании, финансирующей футбольный клуб. Их отношения вскоре переходят за рамки дружеских. «Авиатор» одерживает победы благодаря Энрике, а Наталья становится популярной певицей, что приносит финансовые успехи Колгану, но привлекает мафию, которая вмешивается в жизнь аргентинцев в России.

## В ролях

### В главных ролях
- Наталия Орейро — Наталья Соланос
- Артём Панчик — Энрике Рамирес
- Ольга Погодина — Ольга Веневитова
- Андрей Смоляков — Дмитрий Колган

### В остальных ролях
- Валерий Николаев — Валерий Сосновский
- Лев Дуров — Фёдор Багин
- Александр Яковлев — Михаил Переверзев
- Максим Покровский — Макс
- Александр Прудников — Алексей Лебедев
- Александр Фисенко — Игорь Топорец
- Андрей Савостьянов — Анатолий Багин
- Анна Носатова — Инга
- Регина Мянник — Рита
- Наталия Симсон — Лиза Колган, дочь Дмитрия Колгана
- Анастасия Улюшкина — Элла
- Вячеслав Молоков — Лихачёв
- Владимир Стержаков — Ворошилов
- Ольга Битюцкая — Антонина Макаровна
- Ола Кейру — Жан, друг Натальи
- Алиса Хазанова — Вера
- Елена Сафонова — Мария
- Александр Резалин — врач
- Константин Карасик — Белов, футбольный менеджер
- Алёна Яковлева — Клара
- Татьяна Абрамова — Ирина
- Людмила Артемьева — ведущая
- Ирэна Морозова — цыганка
- Ольга Копосова — гостья
- Илья Лагутенко — камео (нет в титрах)

## Производство
Идея родилась в ноябре 2003 года с подачи Надежды Соловьёвой, российского агента Орейро, главы продюсерской компании «SAV Entertainment». Она и предложила своему знакомому, генеральному директору «НТВ-кино» Александру Черняеву, снять телесериал. Роль главной героини Натальи Ортега сценарист  Пётр Гладилин писал специально под Наталью Орейро.
По словам Черняева, бюджет проекта составил порядка 3 миллионов долларов, что выше средней стоимости обычного российского телесериала. По поводу гонорара Орейро, не называя точных цифр, он ответил, что звезда согласилась на сумму, не намного превышающую гонорар ее российских коллег: «у Владислава Галкина, который снимается сейчас в „Дальнобойщиках-2“, почти такие же».
Часть телесериала была отснята в Аргентине — две недели съёмочная группа работала в Буэнос-Айресе, в организации съёмок помогала аргентинская кинокомпания «Central Park Productions», основным же местом съёмок стала Москва и ближайшее Подмосковье.
Почти все наряды Натальи в телесериале — её собственные, привезённые из Аргентины и сшитые по её оригинальному дизайну.
Специально для телесериала Орейро записала три песни: «Soledad», «No me Mires» и «No te importa».

## Показ
Показ состоялся 12-30 июня 2006 года на Первом канале в прайм-тайм после программы «Время». Среди телесериалов на российском телевидении того периода сериал занял 4-е место (доля 17,6, рейтинг 5,8), в два раза уступая лидеру — телесериалу «Не родись красивой» телеканала «СТС» и «Тайны следствия» канала «Россия-1», показывая рейтинг практически вровень с телесериалом «Кто в доме хозяин?», хотя в самом начале трансляции и был на 9-й строчке в ТОП-10 самых популярных телепроектов (но и тогда заметно уступал безусловному лидеру, телесериалу «Не родись красивой»).

## Рецензии
- Ольга Бакушинская — Московские танцы вокруг Наталии Орейро // Известия, 12 июля 2006
- Алексей Красовский — Дикий ангел футбола. Сериал «В ритме танго» // Газета.ру, 13 июня 2006